# Enzo Millot
Enzo Camille Alain Millot (* 17. Juli 2002 in Lucé) ist ein französischer Fußballspieler, der aktuell bei al-Ahli unter Vertrag steht.

## Karriere

### Verein
Millot begann seine fußballerische Karriere bei den Vereinen Étoile de Brou, FC Chartres und FC Drouais im Département Eure-et-Loir. 2017 wechselte er in die Jugendakademie der AS Monaco. 2018/19 spielte er bereits einige Spiele in der Youth League, wobei er ein Tor schoss. In der Folgesaison kam er jedoch nur in der Zweitmannschaft zum Einsatz. Am 4. Oktober 2020 (6. Spieltag) debütierte er für die Profis im Spiel gegen Stade Brest. In der Saison war er noch einige Male im Kader der Ligue 1, spielte aber sehr selten.
Mitte August 2021 wechselte er in die Bundesliga zum VfB Stuttgart. Bei einer 0:4-Niederlage gegen RB Leipzig debütierte er am 20. August 2021 (2. Spieltag) für seine neue Mannschaft, als er kurz vor Abpfiff ins Spiel kam. Unter dem im Frühjahr 2023 neu eingestellten Trainer Sebastian Hoeneß fand Enzo Millot stärkere Berücksichtigung. Im Rückspiel der Relegation 2022/23 gegen den Hamburger SV im Juni 2023 traf er zweimal und sicherte dem VfB damit den Klassenerhalt. Am 12. Januar 2024 verlängerte Millot seinen Vertrag beim VfB bis Juni 2028. In der Saison 2023/24 war er Stammspieler und ihm gelangen in 31 Einsätzen fünf Tore und drei Vorlagen. Mit dem VfB, mit dem er im Jahr zuvor noch Relegation gespielt hatte, wurde er Vizemeister hinter Bayer 04 Leverkusen. In der Saison 2024/25 gewann er mit dem VfB den DFB-Pokal. Millot erzielte beim 4:2-Finalerfolg gegen Arminia Bielefeld zwei Tore. Das Pokalfinale war sein letzter Einsatz für den VfB.
Im August 2025 wechselte Millot zu al-Ahli in Saudi-Arabien.

### Nationalmannschaft
Millot spielte bislang für mehrere Juniorennationalmannschaften Frankreichs. Mit der U17 spielte er bei der U17-EM 2019 und bei der U17-WM 2019, welche er mit seinem Team als Dritter abschloss. Im Oktober 2023 wurde Millot erstmals von Thierry Henry für die U21-Nationalmannschaft nominiert, kam jedoch nicht zum Einsatz. Am 22. März 2024 kam Millot in einem Testspiel der französischen U23-Olympiaauswahl gegen die Elfenbeinküste zum Einsatz. Anschließend bestritt er beim olympischen Fußballturnier in Paris vier Spiele. Im Finale erzielte er den zwischenzeitlichen Führungstreffer zum 1:0 gegen die Auswahlmannschaft von Spanien. Durch eine 3:5-Niederlage nach Verlängerung gewann Millot mit seiner Mannschaft die Silbermedaille. Sein Debüt in einem offiziellen U21-Länderspiel erfolgte kurz darauf im September 2024 bei einem 1:1-Unentschieden gegen Slowenien im Qualifikationsspiel zur Europameisterschaft 2025 in der Slowakei. Seine Teilnahme an der EM 2025 sagte Millot aus familiären Gründen ab.

## Erfolge
- Deutscher Pokalsieger: 2025 (VfB Stuttgart)
- Silbermedaille bei den Olympischen Spielen: 2024